# Kadar
Kadar (Arabisch: قدر) of lotsbestemming is binnen de islam een van zuilen van geloof. Het behelst de Goddelijke voorbeschikking. Theologen hebben tot dusver geen eenduidige betekenis kunnen geven.
De grondslag van de kadar ligt in de Koran en enkele ahadith. Zo zou God al voor de Schepping alles hebben bepaald en zal er geen ramp plaatsvinden tenzij het in het boek van de beslissingen staat geschreven (Soera 57:22).
Volgens een hadith legt een engel vóór eenieders geboorte het geslacht, het levensonderhoud en de sterfdatum vast. Ook de zondes die hij zal plegen lijken al vast te liggen. Zo heeft Allah van tevoren iemand het goede en het kwade ingegeven (Soera 91:7-8) en heeft hij van tevoren bepaald hoeveel overspel mensen zullen plegen. Ook iemands bestemming lijkt van tevoren vast te liggen. Zo is er een hadith waarin Aïsja bij de begrafenis van een kind zegt dat men blij mag zijn dat het kind in het paradijs is omdat het nog niet de leeftijd had bereikt dat het kon zondigen. Hierop antwoordt Mohammed dat het anders kan zijn omdat Allah sommige mensen voor het paradijs en andere voor de hel heeft geschapen. Volgens een andere hadith heeft ieder een plek in ofwel de hemel of de hel toegewezen gekregen en zal hij het makkelijk vinden de dingen te doen die hem naar zijn bestemming leiden.
Het insha'Allah (vert. als God het wil) kan teruggeleid worden tot de kadar. Volgens de meeste theologen heeft de mens een vrije wil, maar de uiteindelijke beslissing ligt bij God.
Vergelijkbaar maar niet geheel overeenkomstig is binnen het christendom de Voorzienigheid Gods.